# Okręg wyborczy Jarrow
Okręg wyborczy Jarrow powstał w 1885 r. i wysyła do brytyjskiej Izby Gmin jednego deputowanego. Okręg obejmuje południową część okręgu miejskiego South Tyneside.

## Deputowani do brytyjskiej Izby Gmin z okręgu Jarrow
- 1885–1907: Charles Palmer, Partia Liberalna
- 1907–1910: Peter Curran, Partia Pracy
- 1910–1922: Godfrey Palmer, Partia Liberalna
- 1922–1931: Robert John Wilson, Partia Pracy
- 1931–1935: William Pearson, Partia Konserwatywna
- 1935–1947: Ellen Wilkinson, Partia Pracy
- 1947–1979: Ernest Fernyhough, Partia Pracy
- 1979–1997: Donald Dixon, Partia Pracy
- 1997– : Stephen Hepburn, Partia Pracy